# Chillac
Chillac – miejscowość i gmina we Francji, w regionie Nowa Akwitania, w departamencie Charente.
Według danych na rok 1990 gminę zamieszkiwało 165 osób, a gęstość zaludnienia wynosiła 11 osób/km² (wśród 1467 gmin regionu Poitou-Charentes Chillac plasuje się na 830. miejscu pod względem liczby ludności, natomiast pod względem powierzchni na miejscu 581.).